# Trance & Acid
Trance & Acid je druhé studiové album německého trancového producenta a DJe Kai Tracid. Album vyšlo v Německu 8. února 2002.

## Seznam skladeb
| Trance & Acid | Trance & Acid                      | Trance & Acid | Trance & Acid |
| Pořadí        | Název                              | Text          | Délka         |
| ------------- | ---------------------------------- | ------------- | ------------- |
| 1.            | Tracid Theme                       |               | 1:19          |
| 2.            | Tiefenrausch (The Deep Blue)       |               | 3:59          |
| 3.            | Bad Shape                          |               | 6:29          |
| 4.            | Destiny's Path                     | Jade 4U       | 4:07          |
| 5.            | Message Without Words              |               | 4:12          |
| 6.            | Too Many Times                     |               | 3:54          |
| 7.            | Suicide                            | Jade 4U       | 7:16          |
| 8.            | Life Is Too Short                  |               | 3:45          |
| 9.            | Peyote Song                        |               | 3:47          |
| 10.           | Trance & Acid                      | Jade 4U       | 7:08          |
| 11.           | Voyager                            |               | 7:19          |
| 12.           | Destiny's Path (Warmduscher Remix) | Jade 4U       | 6:25          |
| 13.           | The Worst Pain Of All              |               | 2:38          |

## Singly
Album obsahuje čtyři následující singly:
- Tiefenrausch (The Deep Blue) – vydán 2000
- Too Many Times – vydán 2001
- Life Is Too Short – vydán 2001
- Trance & Acid – vydán 2002